# Джак Сок
Джак Сок (на английски: Jack Sock) е американски тенисист. 

## Биография
Джак Сок е роден на 24 септември 1992 г. в Линкълн, Небраска. Премества се от Небраска в Канзас на 12-годишна възраст с майка си и по-големия си брат Ерик, за да тренира в тенис академията на Майк Улф, баща му остава в Линкълн, за да продължи да работи като финансов съветник.
Той завършва гимназията Блу Валей Норд в Овърланд Парк, Канзас и завършва кариерата си по тенис в гимназията KSHSAA 6A с рекорд 80-0 и четири последователни държавни шампионати на сингъл. В гимназията той играе на двойки с брат си Ерик и двамата печелят отборното държавно първенство заедно през втората година на Джак. Джак печели още два отборни щатски шампионата, след като Ерик завършва и започнва да играе тенис в колежа в Университета на Небраска. Джак и Ерик играят на двойки веднъж на ниво ATP Тур с уайлд кард в Атланта Оупън през 2017.
Джак Сок излиза с тенисистката Слоун Стивънс, а преди това е свързван и с тенисистката Кейти Бултър. Той се жени за Лора Литъл, която е Мис Северна Каролина 2019, на 12 декември 2020 г.

## Кариера
Джак Сок печели четири титли в кариерата си на сингъл и 17 титли на двойки в ATP Тур и има най-високи класирания в кариерата си, като световен номер 8 на сингъл (на 20 ноември 2017 г.) и световен номер 2 на двойки (на 10 септември 2018 г.).
Сок печели четири големи титли по тенис на двойки, една на смесени двойки на Откритото първенство на САЩ през 2011 г. в партньорство с Мелани Оудин и три титли на двойки при мъжете на Уимбълдън през 2014 г. с Васек Посписил, и на Уимбълдън през 2018 г. и Откритото първенство на САЩ през 2018 г. с Майк Браян. Сок печели и титлата на двойки на Финалите на ATP през 2018 г. в партньорство с Майк Браян. На Олимпийските игри в Рио през 2016 г. Сок печели златен медал на смесени двойки в партньорство с Бетани Матек-Сандс и бронзов медал на двойки мъже в партньорство със Стив Джонсън.
На сингъл Сок е шампион на Откритото първенство на САЩ за юноши, победител на Мастърса в Париж през 2017 г. и полуфиналист на Финалите на ATP през 2017 г.

## Кариерна статистика

#### Титли оттурнири от сериите Мастърс(1)
| година | турнир        | съперник във финала | резултат      |
| ------ | ------------- | ------------------- | ------------- |
| 2017   | Париж Мастърс | Филип Крайнович     | 5–7, 6–4, 6–1 |

### ATP финали (4 титли; 8 финала)
|        | П–З | Година | Турнир                    | Клас         | Настилка   | Опонент               | Резултат            |
| ------ | --- | ------ | ------------------------- | ------------ | ---------- | --------------------- | ------------------- |
| Победа | 1–0 | 2015   | Ю Ес Менс Клей Корт Чемпс | 250 серии    | Клей       | Сам Куери             | 7–6(11–9), 7–6(7–2) |
| Загуба | 1–1 | 2015   | Стокхолм Оупън            | 250 серии    | Твърда (з) | Томаш Бердих          | 6–7(1–7), 2–6       |
| Загуба | 1–2 | 2016   | Окланд Оупън              | 250 серии    | Твърда     | Роберто Баутиста Агут | 1–6, 0–1 отказва се |
| Загуба | 1–3 | 2016   | Ю Ес Менс Клей Корт Чемпс | 250 серии    | Клей       | Хуан Монако           | 6–3, 3–6, 5–7       |
| Загуба | 1–4 | 2016   | Стокхолм Оупън            | 250 серии    | Твърда (з) | Хуан Мартин дел Потро | 5–7, 1–6            |
| Победа | 2–4 | 2017   | Окланд Оупън              | 250 серии    | Твърда     | Жоао Соуса            | 6–3, 5–7, 6–3       |
| Победа | 3–4 | 2017   | Делрей Бийч Оупън         | 250 серии    | Твърда     | Милош Раонич          | отказва се          |
| Победа | 4–4 | 2017   | Париж Мастърс             | Мастърс 1000 | Твърда (з) | Филип Крайнович       | 5–7, 6–4, 6–1       |